# Pseudovates longicollis
Pseudovates longicollis är en bönsyrseart som beskrevs av Carl Stål 1877. Pseudovates longicollis ingår i släktet Pseudovates och familjen Mantidae. Inga underarter finns listade i Catalogue of Life.